# Любек (княжество)
Княжество Любек (нем. Fürstentum Lübeck) — историческая территория Священной Римской империи, Германского союза и Германского рейха. Сам город Любек в состав княжества не входил, оставаясь вольным городом.
В 1803 году в результате наполеоновской секуляризации Любекское княжество-епископство было преобразовано в княжество Любек, которое на условиях личной унии было передано герцогу Ольденбургскому Петеру I. В 1810 году княжество было присоединено к Французской империи, став эксклавом департамента Устье Эльбы. После разгрома Наполеона княжество было восстановлено, вновь войдя в личную унию с Ольденбургом, ставшим по решению Венского конгресса великим герцогством.
В середине XIX века после Датской войны и Германской войны в качестве компенсации за переданный Пруссии Гольштейн княжество получило Аренсбёк.
После свержения монархии в 1918 году княжество стало эксклавом Свободного государства Ольденбург — Landesteil Lübeck.